# Erysipeloid
Das (dem Erysipel ähnliche) Erysipeloid oder der Schweinerotlauf (Rhusiopathia suis), kurz auch Rotlauf, ist eine bei Menschen selten auftretende erythematöse Hauterkrankung, die durch Erysipelothrix rhusiopathiae hervorgerufen wird. Der Schweinerotlauf ist eine für Schweine oft tödliche Krankheit, die als (Anthropo-)Zoonose auch bei Schafen, Rehen und anderen Tieren (insbesondere Wildtieren und Fischen) vorkommt.

## Erreger
Erysipelothrix rhusiopathiae ist ein  grampositives, nichtsporenbildendes, fakultativ anaerobes, stäbchenförmiges Bakterium, das bei vielen Tieren in der Normalflora gefunden werden kann und weltweit verbreitet ist.

## Epidemiologie
Ein Erysipeloid tritt bei Menschen selten auf. Personen, die häufig gegenüber Tieren exponiert sind, sind besonders gefährdet, beispielsweise Schlachter, Landwirte, Fischer, Veterinäre. Bei beruflich bedingter Infektion kann eine Erkrankung als Berufskrankheit angezeigt werden. Man infiziert sich über kleine Hautläsionen.

## Symptomatik

### Mensch
Die Inkubationszeit beträgt bis zu sieben Tage. Danach treten zunächst lokale und später auch sich möglicherweise ausbreitende, schmerzhafte Rötungen der Haut am Ort des Erregereintritts, typischerweise an den Händen, auf. Fieber und Allgemeinsymptome sind selten. Die Entzündung verläuft eiterfrei und in der Regel nach 14 bis 21 Tagen selbstlimitierend.

### Schwein
Bei der häufigsten und zugleich gefährlichsten Form kommt es zu einer akuten, schnell verlaufenden Verbreitung des Erregers im ganzen Körper mit hohem Fieber. Die Tiere vergraben sich meist im Streu und verlieren die Fresslust. An den weniger behaarten Körperstellen kommt es oft aber nicht immer zur Bildung roter Flecke, die der Erkrankung den Namen Rotlauf eingetragen haben. Ohne tierärztliche Behandlung tritt meist der Tod des Tieres nach wenigen Tagen ein.
Da eine Immunität weder beim Tier noch beim Menschen auftritt, kommen – zumal bei fortbestehender Exposition – häufige Wiedererkrankungen vor.

## Komplikationen
Selten treten als Komplikationen septische Prozesse oder Endokarditiden auf.

## Nachweis und Therapie
Der Erreger kann mikroskopisch in den Läsionen nachgewiesen und in Kultur gezüchtet werden.

Eine kausale antibiotische Therapie bei Infektionen mit dem Vancomycin-resistenten Erreger – geeignet sind unter anderem β-Lactame wie Penicillin oder Ampicillin (auch kombinierbar mit einem Aminoglykosid) sowie alternativ Doxycyclin
 – ist häufig nicht notwendig, eine symptomatische kann erfolgen (beispielsweise Kühlen). Ein inaktivierter Impfstoff ist verfügbar.